# Day of Reckoning (album Destruction)
Day of Reckoning – jedenasty album studyjny niemieckiej grupy muzycznej Destruction. Nagrania ukazały się 18 lutego 2011 roku nakładem wytwórni muzycznej Nuclear Blast. Płyta została nagrana w składzie: Marcel „Schmier” Schirmer (śpiew, gitara basowa), Mike Sifringer (gitara) oraz Wawrzyniec „Vaaver” Dramowicz (perkusja). Wydawnictwo dotarło do 95. miejsca listy Media Control Charts w Niemczech.

## Lista utworów
Opracowano na podstawie materiału źródłowego.
1. "The Price" (Schmier, Sifringer) - 3:39
2. "Hate Is My Fuel" (Schmier, Sifringer) - 4:24
3. "Armageddonizer" (Schmier, Sifringer) - 4:09
4. "Devil’s Advocate" (Schmier, Sifringer) - 4:18
5. "Day Of Reckoning" (Schmier, Sifringer) - 3:58
6. "Sorcerer Of Black Magic" (Schmier, Sifringer) - 4:25
7. "Misfit" (Schmier, Sifringer) - 4:26
8. "The Demon Is God" (Schmier, Sifringer) - 5:11
9. "Church Of Disgust" (Schmier, Sifringer) - 4:05
10. "Destroyer Or Creator" (Schmier, Sifringer) - 3:09
11. "Sheep Of The Regime" (Schmier, Sifringer) - 4:59